# 杭州云城“金钥匙”
杭州云城“金钥匙”，又称杭州云城北综合体，是位于杭州城西的一个建筑综合体，位于杭州西站枢纽站房北侧，地处城西科创大走廊腹地，杭州云城核心区。项目总用地面积7.6万平米，总建筑面积82万平米。其中1号塔楼高399.8米，建成后将成为杭州第一高楼。

## 简介
北综合体有四座高楼，除了近400米高的最高楼，还有一幢高300米的塔楼，两幢高约249米的附塔。2021年11月，“金钥匙”项目开工奠基。由美国SOM建筑事务所与中国建筑设计院gad联合设计，1号楼以“云端之窗”为设计理念，两座副塔楼以“凌云之芯”为设计理念。预计2028年竣工投用。
1号塔楼集办公、云端酒店、观光于一体。61层以下为顶级商务办公部分，约16万平米国际超甲标准的办公空间。64-81层高区设置国际高端云端酒店，约3.5万平米，其中64-67层为酒店大堂、餐厅、泳池健身、会议等配套设施。顶部区域配置约2000平米观景平台，方便游客观光。楼顶设置有直升机停机坪，满足企业高端商务活动和救援服务。
建筑内部共设置了43部电梯，包括载客量大的区间电梯，穿梭电梯，以及可直达83层观景平台的高速观光梯。
“金钥匙”可通过辅楼与北综合体其他塔楼连通，还能直通杭州西站站房。
杭州云城北综合体“金钥匙”与云城南综合体“金手指”是杭州西站站城融合的标志，也是云城建设的“重中之重”。